# Calle Amor de Dios (Sevilla)
La calle Amor de Dios es una vía pública de la ciudad española de Sevilla.

## Descripción
La vía nace de la calle Javier Lasso de la Vega, donde conecta con Tarifa, y discurre hasta llegar a Conde de Torrejón, donde se junta con Correduría. En el pasado ostentó el título gremial de «calle de la Pellejería», pero con el actual recuerda que albergó un hospital de ese nombre. Aparece descrita en la Noticia histórica del origen de los nombres de las calles de esta ciudad de Sevilla (1839) de Félix González de León con las siguientes palabras:

Calle del Amor de Dios. Esta calle que en padrones antiguos la hallo nombrada la Pellejeria y con mucha razon, pues he visto una provision de los reyes católicos, en que mandan que en esta calle, en la que vá á la Laguna (es como dice) vayan á vivir los pellejeros. Y en la inmediata que tambien vá á la Laguna, vayan á vivir los Laneros; por lo que se ve que de esto tomó el nombre la calle de la Pellejería: toma el nombre que ahora tiene de un antiguo hospital que habia en ella con este título. Pertenece al cuartel C. y por mitad á las parroquias de san Andres y san Martin. El hospital que le da el nombre fué uno de los que destinaron el año de 1587, para que en él se reuniesen los hospitales pequeños, de que habia en Sevilla gran número que la mayor parte no podia sostenerse. Se hizo esta reunion ó reduccion, á instancias del cardenal arzobispo D. Rodrigo de Castro, en el citado año, en el cual en virtud de bulas pontificias se redujeron setenta y seis hospitales, de los que pasaron á este las rentas, dotaciones y efectos de los treinta y ocho, número mitad de los suprimidos; destinandolo para curar en él toda clase de calenturas. El edificio (que entonces se amplió) era grande y diáfano, con dilatadas cuadras, suficientes á muy gran número de enfermos, preparadas para invierno y verano. La iglesia es pequeña, y en ella se hacen todas las noches del año á las oraciones los ejercicios que llaman de la Madre Antigua, cuya devocion y congregacion tuvo principio el citado año de 1587. Este hospital exístió hasta el año pasado de 1837, que la junta de beneficencia, hizo la reunion general de todos los hospitales en el grande de la Sangre. Desde entonces está sirviendo este edificio á varios usos. En esta calle hubo en lo antiguo una fuente pública, que ignoro hasta que tiempo existió. La calle es ancha y hermosa y muy larga, aunque de pocas casas. En ella está establecida la administracion general de correos de esta ciudad, desde el dia 1.º de junio de 1835. Corre de Sur á Norte, desde la calle de Santa María de Gracia, hsata la Alameda de los Hércules.
(González de León, 1839, pp. 169-170)